# Jujúcato
Jujúcato är en ort i Mexiko.   Den ligger i kommunen Salvador Escalante och delstaten Michoacán de Ocampo, i den södra delen av landet, 280 km väster om huvudstaden Mexico City. Jujúcato ligger 1 902 meter över havet och antalet invånare är 457.
Terrängen runt Jujúcato är lite bergig. Runt Jujúcato är det ganska tätbefolkat, med 78 invånare per kvadratkilometer. Närmaste större samhälle är Tingambato, 9,5 km nordväst om Jujúcato. I omgivningarna runt Jujúcato växer huvudsakligen savannskog.